# Old St. Paul's

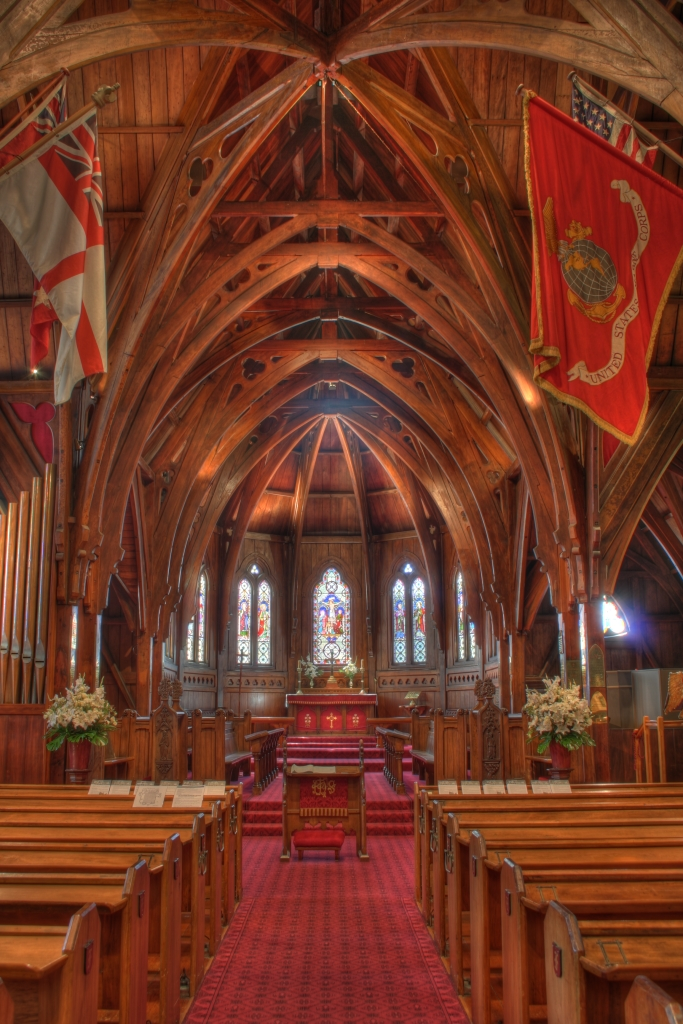
Old St. Paul's.

A Old St. Paul's é uma antiga catedral anglicana da Diocese de Wellington. Está em estilo neogótico do século XIX, adaptado às condições e aos materiais. Fica na Mulgrave Street, 34 em Wellington, Nova Zelândia. A igreja foi consagrada pelo Bispo Abraham a 27 de Maio de 1866.

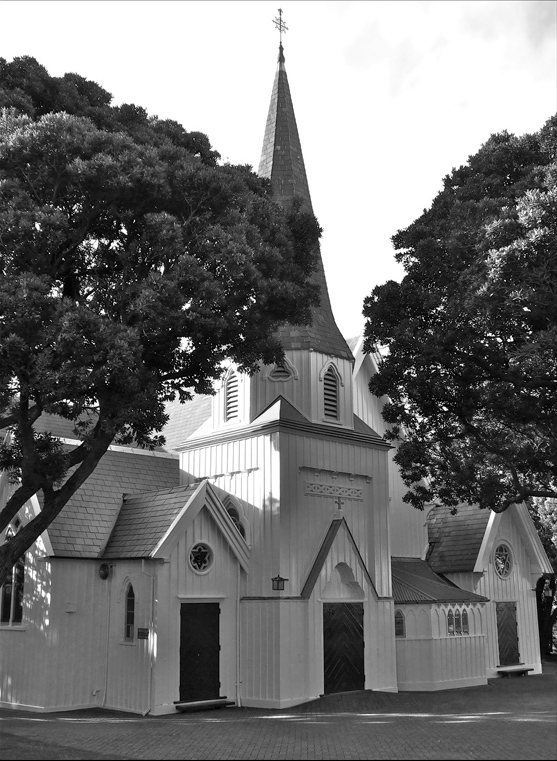
Exterior da Old St. Paul's.

A igreja é inteiramente feita de madeiras nativas da Nova Zelândia, com magníficos vitrais.
As bandeiras dispostas na nave incluem as insígnias da Marinha Real da Nova Zelândia, da Marinha Mercante da Nova Zelândia, do Corpo de Fuzileiros Navais dos Estados Unidos da América (segunda divisão), que esteve em Wellington durante a Segunda Guerra Mundial.
Algumas das colunas e paredes da Old St. Paul's estão decoradas com placas memoriais, incluindo muitas aos que lutaram e morreram na Primeira Guerra Mundial. Há uma placa em memória em honra do historiador neozelandês J. C. Beaglehole, famoso pela sua biografia do explorador James Cook.
Em 1967 a Old St. Paul's foi comprada pelo Governo Neozelandês, após uma grande luta para evitar a demolição da Old St. Paul's.
Embora já não seja uma igreja paroquial, continua consagrada, e é uma localização popular para casamentos, funerais e outros serviços.